# 张志远 (赛艇运动员)
张志远（1994年4月25日—），山东潍坊人，中国男子赛艇运动员。他曾代表中国参加世界赛艇锦标赛，获得一枚金牌。他也曾在2018年亚洲运动会上获得一枚银牌。